# اچ‌ام‌اس لاک مورلیک (کی۵۱۷)
اچ‌ام‌اس لاک مورلیک (کی۵۱۷) (به انگلیسی: HMS Loch Morlich (K517)) یک کشتی بود که طول آن ۳۰۷ فوت ۹ اینچ (۹۳٫۸۰ متر) بود. این کشتی در سال ۱۹۴۴ ساخته شد.